# Gisara ionia
Gisara ionia är en fjärilsart som beskrevs av Druce 1900. Gisara ionia ingår i släktet Gisara och familjen tandspinnare. Inga underarter finns listade i Catalogue of Life.